# Touffreville-sur-Eu
Touffreville-sur-Eu – miejscowość i gmina we Francji, w regionie Normandia, w departamencie Sekwana Nadmorska.
Według danych na rok 1990 gminę zamieszkiwało 175 osób, a gęstość zaludnienia wynosiła 31 osób/km² (wśród 1421 gmin Górnej Normandii Touffreville-sur-Eu plasuje się na 726. miejscu pod względem liczby ludności, natomiast pod względem powierzchni na miejscu 638.).

## Geografia
Touffreville-sur-Eu jest to niewielka wieś położona w rejonie Pays de Caux leżąca nad rzeką Yères. Najbliższym dużym miastem jest Dieppe oddalone od wsi o 19 kilometrów.

## Zabytki
- Kościół Św. Sulpicjusza datowany na XIII wiek.
- 20 metrowy wiadukt kolejowy wznoszący się nad rzeką Yères.

## Galeria

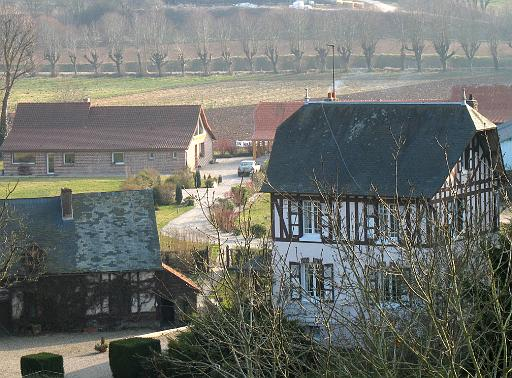